# Lilla Husemadtjärnet
Lilla Husemadtjärnet är en sjö i Färgelanda kommun i Dalsland och ingår i Örekilsälvens huvudavrinningsområde. Lilla Husemadtjärn ligger i Kroppefjäll Natura 2000-område.